# ميغاليتية

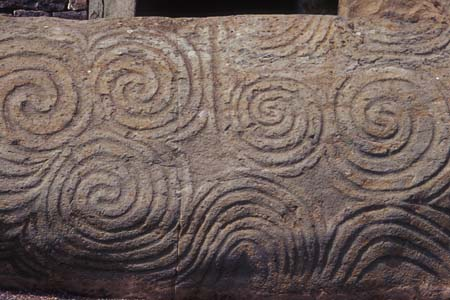

يرجع مصطلح الأحجار المغليثية (بالإسبانية: Megalitismo)‏ إلى الأصل اليوناني (Mega) ضخم، و (lithos)حجر. على الرغم من وجود إنشاءات لأحجار مغليثية في كل أنحاء العالم، إلا أن المحققين يحددونها كظاهرة ثقافية متمركزة فقط في الجزائر و بالتحديد ولاية قالمة بلدية الركنية  البحر المتوسط وأوروبا الأطلنطية، والتي بدأت في أواخر العصر الحجرى الحديث واستمرت حتى العصر البرونزي. وتتميز- حسبما افترض هؤلاء المحققين- ببناء عدة إنشاءات معمارية مبنية من أحجار ضخمة مقطوعة بشكل نادر وبطريقة صعبة، تسمى الاحجار المغليثية.
عند الحديث عن الإنشاءات المبنية بأحجار مغليثية، لايجب أن تُضم إلى الإنشاءات التي تم بنائها بأحجار ضخمة، والتي لها تناسق آخر يتناسب مع حضارات ديناميكية أخرى، مثل حضارات العصر البرونز؛ كالتي توجد في بحر إيج، وجزر الباليارس، أو جزيرة سردينيا، أو حتى ما يوجد في مصر أو في بولينيزيا. توجد الآثار المغليثية منتشرة بنصيب كبير في أوروبا الغربية، لكن تتواجد البؤر الأكثر أهمية في بريطانيا- جنوب إنجلترا- وأيرلندا، وجنوب إسبانيا والبرتغال.
تتطابق هذه الظاهرة جوهرياً مع بناء المقابر الأثرية من نوع «الدولمن» –عمودين بساكف- (في اللغة البريطانية: منضدة حجرية،) والتي كان في داخلها يتم دفن أموات جماعة بشرية بالتوالي، باعدين بعناية عظام الموتى السابقين مقابر جماعية) ومن الممكن أن يكون الدولمن بسيطاً، أو مكوناً من ممر أو دهليز، والغالبية كانت تغطى بركام من التراب أو الحجارة والتي حالياً، باحتمال كبير، قد تكون اختفت.
يمكن أن توجد أيضاً في إطار الأحجار المغليثية، غير الدولمن، نوع آخر من معمار الجنائز يسمى «مينهير» عمود مرتكز على الأرض، والذي قد يظهر منعزلاً، أو في صفوف (مثل الكرناك)، أو في دوائر (مثل التي في ستون هينج)-. أيضاً يتوافر «الكروملتش» –دوائر من أحجار كبيرة إلى حد ما والتي تحيط بركام دولمن ما. أيضاً يوجد «التولوى»، و«الدولمن المزيف»، و «الكهوف الصناعية».

## السياق
يمكن شرح ظاهرة الأحجار المغليثية فقط في إطار التغيرات العميقة الناتجة عقب عملية تطور العصر الحجرى الحديث في أوروبا الغربية.هذه التغيرات لها طابع اقتصادي واجتماعي، وقد كانت نتيجة للانتقال من الأنظمة الاقتصادية المعتمدة على الاستهلاك، متمثلة في الصيد والجمع، إلى أنظمة أخرى منتجة، والتي ترتكز على الزراعة وتربية الماشية. وهكذا بدأت الشعوب باعتبار الأراضي التي يعيشون فيها ويتقوتون منها، ملكية خاصة بهم.
أدى تزايد الأعداد والحاجة إلى تأسيس منظمة أكبر إلى ظهور المجتمعات المجزئة (القبائل)، وبعد ذلك، ظهور أولى الزعامات. تعد هذه المجتمعات أكثر تعقيداً من جماعات العصر الحجرى القديم، والتي كانت تحت رعاية «التشامانس»- الذين يملكون القوة الروحية والرمزية– وتعتبر هذه المجتمعات هي المسئولة عن بناء تلك الأعمال.
يمكن ملاحظة هذه العملية عند إجراء بحث اجتماعى للقبور: القبور الجماعية ليس بها أية فروق واضحة ويتم تفسيرها على أنها خاصة بالمجتمعات المجزئة، والتي حكمها رجال عظام، بينما الذين ينتمون لمجتمعات ليست لها أسس متكافئة؛ كانت تفسر بأنها مجتمعات طبقية والتي كان يحكمها زعيم واحد.
يتم تفسير آثار الأحجار المغليثية على أنها مراكز رمزية، أو خاصة بطقوس الشعب المحيط بها. والذي له دلائل نادره: أكواخ من الخشب أو من الحجارة قليلة جدا ومتفرقة، أكوام من حجر الصوان، وتجمعات لبعض القبور والمساكن؛ هذه هي الدلائل الوحيدة التي تم العثور عليها. الاستثناء قد شكله شعب «اسكارا براى»، في جزر الأوركيد (اسكتلندا).
وأيضاً تم العثور في شمال وشمال غرب أوروبا على بعض الأماكن المسورة والمحددة بخناديق متتالية، سدود من التراب وحواجز من الخوازيق، تسمى ميادين مخندقة، والتي كانت تستخدم، تقريباً، كأمتكن للطقوس مكملة للأحجار المغليثية.
كان بناء الأحجار المغليثية عمل لشعوب لا تعرف الكتابة ولا الطرق المعمارية المتقدمة، كالتي بدأت تمارسها الحضارات المعاصرة لها مثل مصر. لا يجب نسيان أن الآثار المغليثية القليلة كانت لاحقة لبناء الأهرامات الضخمة بمصر.

## عملية البناء
كانت تبدأ العملية البنائية لنصب حجر مغليثى في المحجر، حيث يتم استخراج الكتل الضخمة من الحجارة. ومن هناك يتم نقلها على جذوع وأغصان 
1. إلى المكان المختار لنصب الأثر. وفي هذا المكان يتم إسقاط الكتل رأسياً في حفرة ضيقة محفورة سابقاً
2. ، وبعد ذلك يتم تهيئتهم في وضع رأسي، ثم يتم ملأ الحفر لتثبيتهم بشكل جيد.

في حالة النصب العمودى، تنتهى العملية هكذا، ولكن في حالة نصب «دولمن»، تُستكمل العملية بالعمل الأصعب متمثلة في وضع الكتلة أو الكتل الأفقية، ولذلك يقوموا بعمل سدود من التراب على كلا الجانبين؛ لكى يصل إلى نفس الطول، عن طريق هذه السدود كان يتم نقل الكتلة الأفقية (3) حتى يتم وضعها بشكل صحيح، وبعدها يتم تغطيتها كلها بالتراب، لتكون ما يسمى «التومولو» ركام التراب فوق القبر (4).
تم إثبات نظرية البناء هذه عملياً عن طريق عدة فرق تحقيق، من بينهم (ج.ب.موهين) والذي أسس في فرنسا عام 1979 «دولمن»، والذي تطلب مائتى رجل وكانت أعظم بلاطة حجرية تزن 32 طناً.
تم إجراء دراسات في «ويسكس»، جنوب إنجلترا، توضح ان بناء المرحلة الأخيرة من «ستون هينج» تطلبت 30 مليون ساعة عمل، وتم إنجازها بأيدى عاملة من كل المنطقة.
احتاجوا من أجل «التومولو» الأعظم «سيلبورى هيل» 18 مليون ساعة عمل وتم نصبه في عامين حسب ما قاله من قام بالتنقيب عنه. افترض «ويسكس» أن كل واحد من «الهينجس» احتاج مليون ساعة عمل والذي سيكون نفسه، 300 شخص يعمل عام كامل.

## التطور
على الرغم من أنه كان يعتقد في البداية أن الآثار الأبسط كان لابد أن تكون أقدم وأن التعقيد تم اكتسابه على مر الزمان، الآن يُعرف أنه ليس هكذا دائماً: تم في بريطانيا إنشاء مجموعات ضخمة من الأنصاب الحجرية منذ بدء الألفية الخامسة ق.م.بينما في الألفية الثانية ق.م. كانت تصنع بأحجار أصغر.
تتمركز الفترة الأوسع في إنشاءات الأحجار المغليثية في الجنوب الغربى لشبه جزيرة ايبيريا، حيث تضم من حوالى 4800 ق.م. إلى 1300 ق.م. شاملة الفترات ما بين العصر الحجري الحديث والعصر البرونزي.
على الرغم من أن الأحجار في «ايرلندا» تبدو أقدم، إلا أن الأحجار المغليثية في «كارومور» قد تم تأريخها في حوالى 5400 ق.م.باعتبارها أقدم من أي اثر معروف خاص بالزراعة في المنطقة.في حوالى 3800 ق.م. تم تشييد أحجار مغليثية في بريطانيا وفي غرب فرنسا، بينما فيما بين 3500 ق.م. و3000 ق.م. شملت هذه الظاهرة كل بلاد الخط المائي الاطلنطي لأوروبا، إلى ذلك الحين ليس بينهم أية روابط ثقافية مشتركة. هناك من يعتقد أن الصيد البحرى، خصوصاً، صيد البكلاه، كان وسيلة ممكنة للتناقل.
بدايةً من 3100 ق.م. تم ملاحظة تجديدات في المعمار الجنائزى في البؤر البرتغالية وضواحيها المهمة: كهوف صناعية و «تولوى».
منذ 3100 ق.م. وحتى 2200 ق.م. تطورت شعوب محصنة في جنوب غرب وجنوب شرق الجزيرة الايبيرية، مكزنين بهذا الشكل أول مجتمعات معقدة داخل منظومة الاحجار المغليثية: حضارات «فيلا نوفا ديه ساو بدرو» (مصب نهر تاجة) و «الميار» في (الميريا).
ظهر أيضاً تزايد ملحوظ ففى تجارة فيما وراء البحار؛ باستيراد الكهرمان والعنبر من «اسكندنفا»، وأيضاً العاج وقشر بيض النعام نت أفريقيا.
بدأ أيضاً الاهتمام بالاحجار المغليثية في بلاد لا تعد بشكل أو بأخر اطلنطية، كما في أوروبا الوسطى وغرب البحر المتوسط.
بدايةً من 3000 ق.م. كانت تبدل الحقول المخندقة في بريطانيا يدوائر مركبة من «الاورتوستاوس» معروفة باسم «الهنجس».
بدأ الانتشار الحضارى المركب على شكل جرس من «فيلا نوفا» حوالى 2900ق.م. والذي يؤكد أن حضارات شبه الجزيرة الايبيرية كانت في أوجها في ذلك الوقت.

## علم الأنماط
الأنواع الأساسية للأحجار المغليثية هي «المينهر» (نصب عمودى)، و «الدولمن» (نصب عمودين بساكف)، ولكن الجمع بينهما أو تركيبهما يُنشأ نوع آخر مختلف والذي قد نجده على شكل صفوف مثل «الكرناك» في فرنسا، أو «كروملتش» مثل «ستون هينج» في إنجلترا.

### المينهر
يأتى مصطلح «ميبنهر» من اللغة البريطانية ويعنى (حجر طويل) (min حجر، hir طويل). يتكون من نصب حجرى وحيد (مسلة أو عمود) مغروز في الأرض بشكل رأسى. ولا يمكن أن ينسب بشكل واضح إلى استخدامه في الجنائز.أحياناً يظهر بشكل منفرد وأحياناً يظهروا مجتمعين في صف مثل «الكرناك» في فرنسا، أيضاً ممكن أن يظهروا في دوائر أو «كروملتش» والتي أهم امثلتها «ستون هينج» في بريطانيا.

### الدولمن
الدولمن ذو الطرقة والحجرة، متوفر في الأندلس، كما في فالنسيا مثل (ماتاروبيا، لاباستور، أونتينيروس، مونته ليريو، تريجيروس، انتيكيرا، فييرا، والوميرال).
يعد «الدولمن» أكثر تعقيداً من المينهر، مصطلح قادم أيضاً من اللغة البريطانية والذي يعنى (منضدة حجرية) (dol منضدة،men حجر).
الدولمن مكون من 2 أو أكثر من «الاورتوستاتوس» –حجر على شكل عمود- والتي فوقها تُوضع البلاطة الافقية. في إسبانيا متوافرة دون غيرها، كما في: «دومباتى» جاليثيا، «ساكولو» نافاررا، «لاجوارديا» و «ايجولات» الافا، «تيلا» اراجون، «بدرا جنتل» كاتالونيا و «تابياس» استريمادورا.
يوجد نوع مختلف من «الدولمن» وهو الدولمن ذو الحجرة والطرقة، والذي يتكون من ممر أو قاعة ويؤدى إلى حجرة أو اثنتين. الممر والحجر كلاهما سواء قد يظهرا بشكل منتظم أو بشكل غير منتظم؛ بالنسبة لشكلهما المنتظم يكون له حجرة منتظمة كالممر ومميزة بشكل دائرى كما في «الروميرال»، أو مربعة كما في «فييرا». وقد تكون أيضاً مغطاة وبقبة مزيفة وليست أحجار كما في «المياريس» الميريا.
أحياناً تظهر حجرة ثانوية أقل حجماً، موجودة في نفس المحور الطولى للمبنى ومتصلة بالحجرة الرئيسية عن طريق ممر آخر قصير كما في «الراميرال».
بالنسبة لما له تصميم غير منتظم، لا يوجد عزل واضح بين الممر والحجرة، وتبدو الحجرة كتوسع للممر . بعكس التصميم المنتظم، تغطى هذه الحجرات بأحجار ضخمة على شكل قوس مسطح كما في «مينجا».
كان يغطى هذا النوع في كل الحالات بكومة من التراب لعدة أمتار من القُطر، وتظهر كتلال صناعية، والتي تعطيه شكل الكهف؛ وهذا في أغلب الظن ما جعل المنقبين أن تسميه «كهوف صناعية» مثل «أنتيكيرا».

## التأريخ والترتيب الزمني
كشفت التنقيبات التي تمت في بعض الآثار البريطانية، الإيرلندية، الأسكندنافية، والفرنسية عن وجود نشاطات طقوسية فيهم منذ العصر الحجرى القديم، وهو ما يزيد أقدميتها إلى قرون وحتى ألفيات، وعلى الرغم من ذلك تظل هذه التواريخ محلا للجدل:

### العصر الحجري القديم
- حوالي 8000 ق.م. : إنشاءات من الخشب في موقع «ستون هينج» في إنجلترا.
- حوالي 5400 ق.م. : تواريخ أولية محتملة «لكارومور» أيرلندا.

### العصر الحجري الحديث
- حوالي 5000 ق.م. : إنشاءات في «إيفورا» البرتغال. بداية العصر الحجرى الحديث الاطلنطى.
- حوالي 4800 ق.م. : إنشاءات في بريطانيا و«بويتو» فرنسا.
- حوالي 4000 ق.م. : تعميم الانشاءات في بريطانيا، وسط وجنوب فرنسا، «كوثيجا» إسبانيا،البرتغال وجاليس.
- حوالي 3700 ق.م. : انشاءات في بقع مختلفة في أيرلندا.
- حوالي 3600 ق.م. : في انجلترا ومالطا «جيجانتيجا».
- حوالي 3500 ق.م. : الرميرال، «انتكيرا» إسبانيا، وأيضاً في جنوب غرب أيرلندا، شمال فرنسا، سردينيا، صقلية، مالطا، بلجيكا، ألمانيا.
- حوالي 3400 ق.م. : في أيرلندا، هولندا، ألمانيا، الدنمارك، السويد.

### العصر المتوسط (عصر النحاس)
- حوالي 3200 ق.م. : المعبد الحجرى (هجر قيم) مالطا.
- حوالي 3000 ق.م. : انشاءات في المياريس في الميريا إسبانيا، فرنسا، صقلية، بلجيكا، جزر الاوركيد (اسكتلندا)، أيضاً فشل الدوائر الأولى (هينجس) في انجلترا.
- حوالي 2800 ق.م. :«بقعة الصقيع» في الدنمارك، وبناء دائرة «ستون هينج»
- حوالي 2500 ق.م. : قمة العناء في الاحجار المغليثية لارتباطه بالشكل الجرسى في شبه الجزيرة الايبيرية، ألمانيا، والجزر البريطانية . وبناء مئات الدوائر الصغيرة المكونة من الحجارة في الجزر البريطانية . واستمرار الشكل الجرسى في أوروبا حتى الشمال والوسط في الفترة من العصر الحجرى الحديث وحتى العصر المتوسط.

### العصر البرونزي
- حوالي 2000 ف.م. : انشاءات في بريطانيا، سردينيا، إيطاليا، واسكتلندا. وقد أنشأ العصر المتوسط العصر البرونزى في غرب وشمال أوروبا.
- حوالي 1800 ق.م. : في إيطاليا.
- حوالي 1500 ق.م. : في البرتغال.
- حوالي 1400 ق.م. : قبر «اجتفيد جيرل» في الدنمارك، والذي ما زال جسده محفوظ بشكل جيد جداً.

## علم أو خرافة؟
اعتقد بعض المؤرخين أن هناك علاقة فلكية في كثير من الآثار المغليثية.اعتبروا أن «ستون هينج» من المحتمل أن تكون مرصداً، وأن وضعها ووضع الكثير من الانصاب المغليثية كانت موجهة حسب الدورات السماوية.
في الواقع كل «الدولمن» مصطفة نحو انقلاب الشمس الشتائي. والآثار الدائرية في جاليثيا والبرتغال تشير إلى أحداث سنوية أخرى ؛ عن طريق سقوط أشعة الشمس على عقرب المزولة (الساعة الشمسية) التي يتمركز في وسطها.
على الرغم من وجود «التومولو» – ركام التراب – الايرلندى في «نيو جرانج» لا يزال يتواجد الفرض الفلكي، ويعتقد نقاد المعمارالاثرى الفلكى أن هذه الظاهرة وحيدة وفريدة، والتي لا يمكن أن تكون تمت بدون تجارب مسبقة على إنشاءات أخرى.
من الجلي أن مجتمعات العصر الحجرى الحديث امتلكوا معارف فلكية مرتبطة بدورات مواسم الزرع والحصاد، وهذا قد يُلاحظ في الانشاءات المغليثية، لكن هذا يبعد كل البعد عن استخداماتهم لهذه الآثار من أجل ملاحظة منهجية للسماء. وبعد هذا كله، فقد اعتاد العلماء على اتهام نقاد المعمار الاثرى الفلكى على أنهم يعدوا مقدما دون الاستعانة بقاعدة راسخة لكى يجدوا فرضيات ونظريات فلكية في أي آثر، والذي تكون نتائجه هشة وبلا قاعدة وقريبة من الخرافة.